# Rashida Tlaib
Rashida H. Tlaib (Detroit, 24 de juliol de 1976) és una advocada i política nord-americana d'origen palestí. És una exparlamentària demòcrata a la Cambra de Representants de Michigan. Durant tot el seu mandat va representar al 6è Districte, situat al sud-oest de Detroit i que s'expandeix per una zona que abasta des del sud del nucli urbà fins a la frontera sud de la ciutat, i cap a l'oest fins a la ciutat de Dearborn. Després de jurar el seu càrrec l'1 de gener de 2009 (en el primer dels seus mandats, com a representant del 12è Districte), Tlaib es va convertir en la primera dona musulmana nord-americana a la Cambra de Representants de Michigan i en la segona dona musulmana a la història dels EUA a ser triada per a qualsevol càmera estatal estatunidenca.
El 2018, Tlaib va guanyar les primàries demòcrates i va esdevenir la candidata d'aquest partit per l'escó del 13è Districte de Michigan al Congrés dels Estats Units. El Partit Republicà no va presentar candidatura en aquest districte i el 6 de novembre de 2018 es va convertir en la primera dona palestí-americana i la primera dona musulmana (juntament amb Ilhan Omar) en obtenir un escó al Congrés dels Estats Units.

## Biografia
La gran de 14 germans, Rashida Tlaib va néixer al si d'una família d'immigrants palestins de classe obrera a Detroit, a Michigan. La seva mare va néixer a Beit Ur al-Fauqa, prop de la ciutat cisjordana de Ramal·lah. El seu pare va néixer a Beit Hanina, un poble proper a Jerusalem. Van emigrar primer a Nicaragua i des d'allà a Detroit, on el seu pare va treballar en una cadena de muntatge en una fàbrica de la Ford Motor Company. Sent la més gran, Tlaib va tenir una important funció en la criança dels seus germans mentre els seus pares treballaven, encara que de vegades van haver de sol·licitar ajuda als serveis socials.
Rashida Tlaib va anar a l'escola primària a Harms, al Bennett Elementary i a l'Acadèmia Phoenix. Es va graduar el 1994 a l'Institut Southwestern de Detroit i després va estudiar a la Universitat Estatal Wayne, on va obtenir un títol en Ciències Polítiques a 1998. Va continuar estudiant fins a obtenir un grau de dret a l'Escola de Dret Thomas Cooley en 2004. Va ser la primera de la seva família a anar a la universitat.
El 1997, Tlaib es va casar amb Fayez Tlaib a la localitat palestina de Beit Ur al-Fauqa, d'on és originària la seva família. Junts han tingut dos fills, Adam i Yousif.
Tlaib va començar la seva carrera política el 2004, quan va començar a treballar d'interina per al Representant de l'Estat Steve Tobocman. Quan Tobocman va esdevenir el Líder de la Majoria en 2007, va contractar a Tlaib per al seu equip de treball.
El 2008, Tobocman animar a Tlaib a presentar-se pel seu escó, que quedaria vacant a causa de la limitació de mandats. El districte urbà està compost per un 40% d'hispans, un 25% d'afroamericans, un 30% de blancs i un 2% d'àrabs nord-americans. Tlaib va competir en unes primàries molt concorregudes en què participaven diversos hispans, inclòs l'anterior Representant de l'Estat Belda Garsa. Tlaib va sortir victoriosa i va obtenir el 44% del vot en unes primàries demòcrates amb vuit candidats. El 12è Districte és aclaparadorament demòcrata i Tlaib va ser elegida amb més del 90% del vot.
El 2010, Tlaib va afrontar unes noves primàries contra Jim Czachorowski, que participava per primera vegada en unes eleccions. Tlaib va obtenir el 85% del vot i Czachorowski el 15%. Tlaib també va guanyar les Eleccions Generals amb el 92% del vot, enfrontant-se a Darrin Daigle, que es presentava per segona vegada.
El 2012, Tlaib va obtenir la reelecció per a la Cambra de Representants de Michigan en el recentment establert 6è Districte, derrotant en aquest procés Maureen Stapleton. No va poder presentar-se una altra vegada en 2014 a causa de la limitació de mandats.
Durant el seu mandat, Tlaib va ser un dels 10 musulmans que treballaven en cambres estatals al llarg dels Estats Units. És la segona musulmana que serveix a la Cambra de Representants de Michigan després James Karoub. També és la segona dona musulmana en una Cambra de Representants a escala nacional, després de Jamilah Nasheed de Missouri. Tlaib i Justin Amash, un republicà que també va ser triat en 2008, són els dos primers membres de la comunitat palestí-americana en la Cambra de Representants de Michigan.
Després d'abandonar la seva carrera política estatal, Tlaib va passar a treballar en el Sugar Law Center, una organització sense ànim de lucre de Detroit que proporciona assistència legal gratuïta als treballadors.
El 8 d'agost de 2016, Tlaib va assistir a un discurs del llavors candidat presidencial Donald Trump al Cobo Hall i li va demanar que tornés un Cor Porpra que li havia donat aquesta mateixa setmana el tinent coronel Louis Dorfman, denunciant que Trump no s'havia guanyat la medalla. Tlaib va ser expulsada del local poc después.
En 2018, Tlaib va anunciar la seva intenció de competir per l'escó al Congrés dels Estats Units de John Conyers, de 89 anys i acusat d'assetjament sexual. A les primàries del seu partit per a aquesta candidatura, va derrotar a Brenda Jones, presidenta del Consell Municipal de Detroit, a Bill Wild, alcalde de Westland, ja Ian Conyers, renebot de John Conyers. En conèixer la seva victòria a les primàries demòcrates i, per tant, el seu gairebé segur ja al Congrés estatunidenc, Tlaib va declarar: "Quan veus triomfar a una persona palestina amb el teu nom i el teu credo, això demostra que [al govern] pot prohibir-nos venir al país, però no pot prohibir que ens triïn".
En les eleccions legislatives nord-americanes del 6 de novembre de 2018, Tlaib va obtenir el seu escó al Congrés dels Estats Units pel 13è Districte de Michigan. Va rebre 163.782 vots, el 84,6% del total dels vots del seu districte, derrotant els candidats Sam Johnson (del partit Working Class), que va obtenir un 11,3%, ja Etta Wicoxson, dels Verds, amb un 4,1%. Es va convertir així en la primera dona d'origen palestí al Congrés i en la primera dona musulmana (juntament amb Ilhan Omar) en accedir a aquesta institució. Juntament amb Alexandria Ocasio-Cortez, entrà al Congrés com a membre dels Socialistes Democràtics d'Amèrica.